# Idiasta kirgisiae
Idiasta kirgisiae är en stekelart som beskrevs av Fischer 2008. Idiasta kirgisiae ingår i släktet Idiasta och familjen bracksteklar. Inga underarter finns listade i Catalogue of Life.